# Desa Petung (administrativ by i Indonesien, Jawa Timur, lat -7,93, long 113,80)
Desa Petung är en administrativ by i Indonesien.   Den ligger i provinsen Jawa Timur, i den västra delen av landet, 800 km öster om huvudstaden Jakarta.